# すずらん (列車)
すずらんは、北海道旅客鉄道（JR北海道）が室蘭駅・東室蘭駅 - 札幌駅間を室蘭本線・千歳線・函館本線経由で運行する特別急行列車。

## 運行概況
定期列車は1日6往復が運行されており、うち2・5号は東室蘭駅発着、それ以外は室蘭駅発着である。東室蘭駅 - 札幌駅間の所要時間は約1時間半、最高速度は120 km/hである。
2024年3月15日までは、室蘭発着列車の室蘭駅 - 東室蘭駅間は普通列車扱い（無愛称）であったが、翌16日から特急列車扱いとなっている。ただし同日以降も、同区間の駅相互間を利用する場合に限り、普通乗車券のみで指定席の空席を利用できる。
本列車は、函館駅 - 札幌駅間を結ぶ特急「北斗」と東室蘭駅 - 札幌駅間で運行経路が重複するが、「北斗」系統を補完して道央・胆振地区の都市間輸送に重点を置いた性格となっており、「北斗」系統と比較して停車駅が多くなっている。

### 停車駅
室蘭駅 - 母恋駅 - 御崎駅 - 輪西駅 - 東室蘭駅 - 鷲別駅 - 幌別駅 - 登別駅 - 白老駅 - 苫小牧駅 - 沼ノ端駅 - 南千歳駅 - 千歳駅 - 新札幌駅 - 札幌駅

### 使用車両・編成
札幌運転所に所属する785系電車および789系電車（1000番台）の2系列が共通運用されている。いずれも全車普通車の5両編成で、4号車が指定席「uシート」、それ以外は通常の指定席となる。
2020年3月14日より、白老町に「ウポポイ」が開設される（同年7月12日）のを前に指定席を2両に拡大した。2024年3月16日には、自由席を廃止して全車指定席となった。
運行開始時点では781系電車が用いられていたが、785系への置き換えで運用を終了した。その他に臨時に用いられた車両については下記「#沿革」を参照。

### 臨時列車の設定

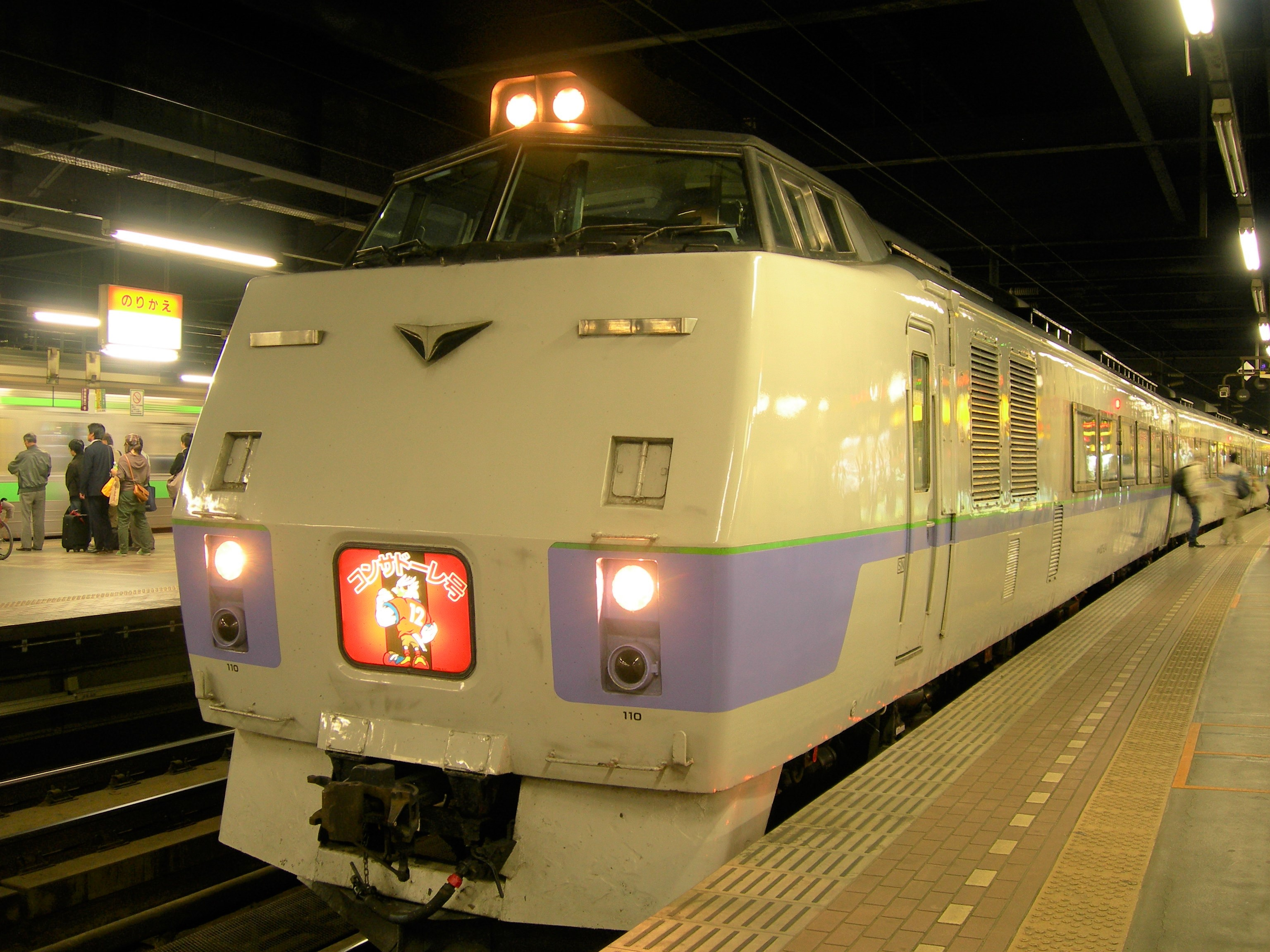
コンサドーレ号

臨時列車として、土・日・祝日の夜21時台に札幌発の「すずらん」82号が設定されているが、2015年度春ダイヤでは設定されていない。
室蘭駅に近い室蘭市入江運動公園陸上競技場でJリーグ・北海道コンサドーレ札幌の試合が行われるのに合わせ、「すずらん」に準ずる運行形態で、臨時列車「コンサドーレ号」が運行される場合がある。

## 沿革

### 列車名の沿革
- 1956年（昭和31年）11月19日：函館駅 - 札幌駅間を函館本線・千歳線・室蘭本線で結ぶ客車急行列車として「すずらん」が「洞爺」を改称して設定される。
- 1960年（昭和35年）4月1日：「すずらん」一等車2両を含むキハ55系気動車による編成に変更。運転時分は、蒸気機関車牽引の客車列車時代に比べ、約1時間の短縮の5時間ちょうどとなる。
- 同年10月1日：冬季の寒さ対策として「すずらん」の二等車をキハ22形気動車に置き換える。
- 1961年（昭和36年）日付不詳：上記の暫定的な措置がキハ56系の増備に伴い解消され、一、二等車共に北海道用の急行形気動車となる[6]。
- 1968年（昭和43年）10月1日：このときのダイヤ改正に伴い「すずらん」が6往復へと増発。
  - そのうち1往復は客車列車で、夜行急行「たるまえ」を「すずらん（上り・下りとも）6号」に名称変更したものである。一等寝台車1両、二等寝台車2両、一等車1両を含む編成のほか、運行区間、列車番号（1217・1218列車）などもそのまま引き継がれた。運転時間帯の都合で食堂車の連結はない。
- 1980年（昭和55年）10月1日：「すずらん」は定期列車の運転を終了。臨時列車のみとなったが、夜行列車（8217・8218列車）は使用車両を14系客車とし、運転期間を繁忙期に限りながらも夜行快速「ミッドナイト」が運転開始される1988年（昭和63年）まで存続した。
  - 14系化後の編成は当初は座席車（普通車指定席・自由席）のみだったが、運行末期には座席車に加えて2段式B寝台車も連結された。列車名としては当初は「すずらん59号・60号」、後に「すずらん89号・90号」とされた。
- 1992年（平成4年）7月1日：「すずらん」が室蘭駅 - 札幌駅間のエル特急として名称復活。以下は「運行系統の沿革」を参照。

### 運行系統の沿革
ここでは、室蘭駅 - 札幌駅間の系統を含め、室蘭本線・千歳線を経由する列車で函館駅までの直通がないものを述べる。なお、函館駅までの直通系統については「北斗」の項目を、循環急行「いぶり」（札幌駅 - 伊達紋別駅 - （胆振線） - 倶知安駅 - 札幌駅）は「胆振線」を参照されたい。

#### 国鉄時代
- 1950年（昭和25年）10月1日：室蘭駅 - 札幌駅間を運行する準急列車が設定される。この列車には翌1951年（昭和26年）に「エルム」の名称が与えられる。
- 1953年（昭和28年）5月16日：虻田駅（現在の洞爺駅） - 札幌間に準急列車が運行開始。後述の準急「たるまえ」の前身に相当する。
- 1956年（昭和31年）11月19日：「エルム」に長万部駅発着編成を連結。なお、長万部駅 - 東室蘭駅間は普通列車として運行された。
- 1958年（昭和33年）10月1日：虻田駅 - 小樽駅に臨時準急列車「たるまえ」新設。
- 1959年（昭和34年）
  - 6月7日：札幌駅 - 様似駅間を千歳線・日高本線経由で運行する臨時準急列車として「えりも」が運転開始する。

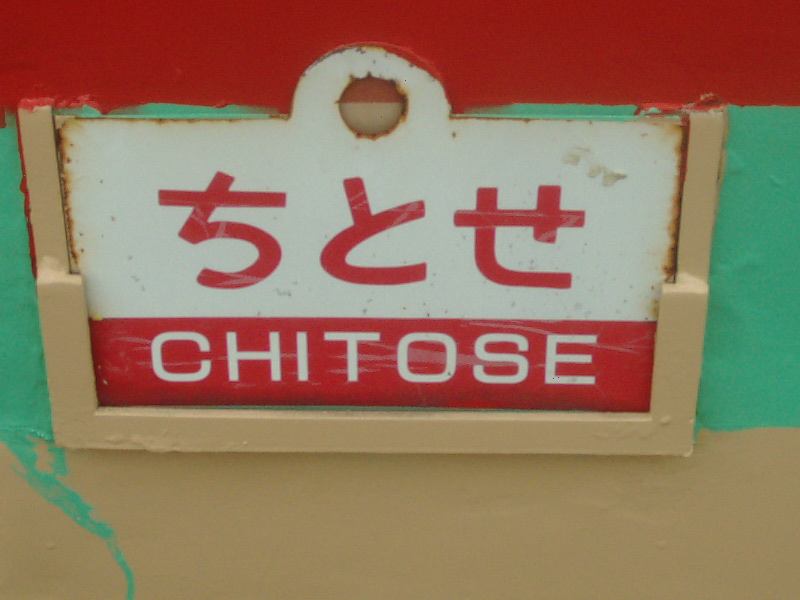
急行「ちとせ」列車名表示板
  - 9月22日：室蘭駅 - 札幌駅間に気動車準急列車として「ちとせ」が設定される。
    - 「ちとせ」については、長万部駅・礼文駅・豊浦駅・虻田駅始発の列車を東室蘭駅で分割・連結するものもあった。なお、長万部駅・礼文駅・豊浦駅・虻田駅 - 東室蘭駅は普通列車として運行された時期もあった。
- 1960年（昭和35年）4月22日：札幌駅 - 様似駅間を運行する準急列車として「日高」（ひだか）運転開始。
- 1961年（昭和36年）10月1日：このときのダイヤ改正に伴い、以下のように変更する。
  - 室蘭駅 - 札幌駅間を運行する準急列車の名称を「ちとせ」に統合。これにより、「エルム」の名称廃止[注 2]。
  - 「たるまえ」は定期化とともに延長され、函館駅 - 旭川駅の準急列車となる。以下の「たるまえ」の沿革はこちらを参照のこと。
- 1963年（昭和38年）6月1日：臨時準急「えりも」が定期化される。
- 1965年（昭和40年）10月1日：豊浦駅・洞爺駅 - 札幌駅間に準急列車として「とうや」新設。
- 1966年（昭和41年）
  - 3月5日：準急列車制度の改変に伴い「ちとせ」・「とうや」・「えりも」・「日高」を急行列車に格上げ。
  - 6月1日：「日高」は「えりも」に編入。同時に1往復増発し3往復体制とする。
- 1972年（昭和47年）3月15日：「とうや」を「ちとせ」に統合。また、「えりも」下り3号・上り1号の静内駅 - 様似駅間を普通列車に格下げ。「えりも」は全列車が2両編成となる。
- 1980年（昭和55年）10月1日：室蘭駅 - 白石駅間電化完成および千歳空港駅（現在の南千歳駅）新設に伴うダイヤ改正により、室蘭駅 - 札幌駅 - 旭川駅間に781系電車による電車エル特急「ライラック」を新設。
  - 「ライラック」デビュー当時の停車駅（札幌駅 - 室蘭駅間）
    - 札幌駅 - 千歳空港駅（現・南千歳駅） - 苫小牧駅 - 【白老駅】 - 登別駅 - 【幌別駅】 - 東室蘭駅 - 室蘭駅　【】は一部停車

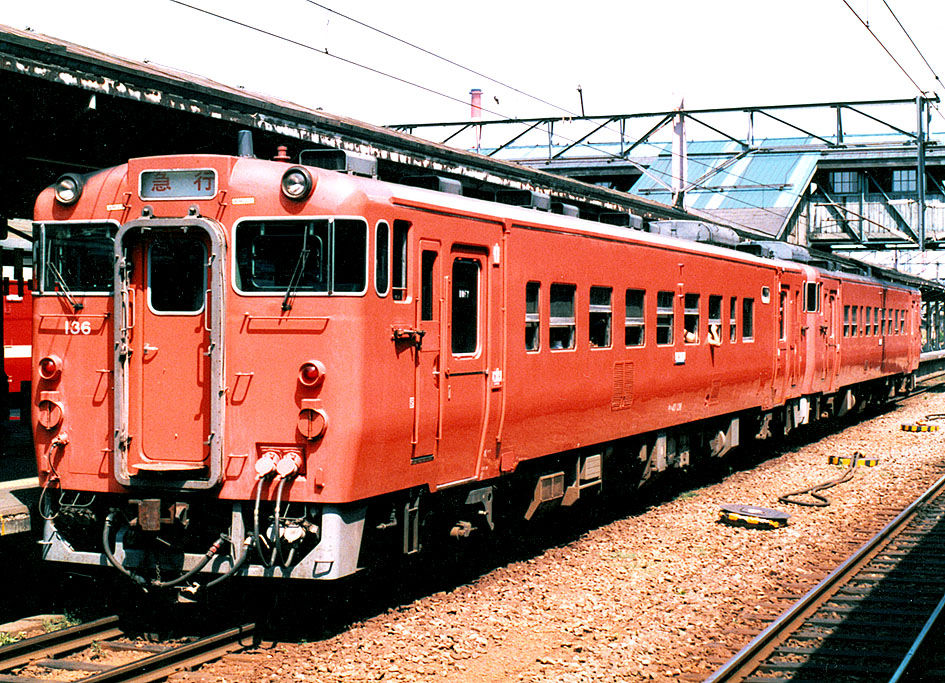
急行「えりも」（1986年8月 札幌駅）

- 1982年（昭和57年）11月15日：「ライラック」・「ちとせ」・「えりも」が新札幌駅に停車。
- 1985年（昭和60年）3月14日：「ライラック」の東室蘭駅 - 室蘭駅間を各駅停車の普通列車に格下げ[7]。
- 1986年（昭和61年）
  - 3月3日：「えりも」の静内駅 - 様似駅間が全列車普通列車に格下げ。千歳空港駅 - 白石駅 - 札幌駅間の最高速度を、従来の100 km/hから120 km/hに向上[8]。
  - 11月1日：「えりも」を廃止して札幌駅・苫小牧駅間を「ちとせ」に編入[9]。また、東室蘭駅 - 幌別駅間、および苫小牧駅 - 沼ノ端駅 - 千歳空港駅間の最高速度が従来の100 km/hから120 km/hに向上[8]。
    - 「えりも」の停車駅：札幌駅 - 新札幌駅 - 千歳駅 - 千歳空港駅 - 苫小牧駅 - 勇払駅 - 鵡川駅 - 富川駅 - 日高門別駅 - 厚賀駅 - 新冠駅 - 静内駅 - 日高三石駅 - 浦河駅 - 様似駅
列車および時期によって停車駅は異なる。
- 1988年（昭和63年）3月13日：幌別駅 - 苫小牧駅間の最高速度が、従来の100 km/hから120 km/hに向上。これにより当該区間を通る「ライラック」も最高速度が120 km/hに引き上げられ、所要時間が3 - 10分程度短縮された[10]。

#### 民営化後
- 1990年（平成2年）9月1日：「ちとせ」を廃止して「ライラック」に編入。
  - 「ちとせ」（札幌駅 - 苫小牧駅 - 東室蘭駅間）の停車駅：札幌駅 - 新札幌駅 - 千歳駅 - 千歳空港駅 - 苫小牧駅 - 白老駅 - 北吉原駅 - 登別駅 - 幌別駅 - 東室蘭駅 -（東室蘭駅以南普通列車）
列車および時期によって停車駅は異なる。
昭和40年代から50年代は東札幌駅・北広島駅・島松駅・恵庭駅および本輪西駅・伊達紋別駅・洞爺駅・豊浦駅にも停車していた。
- 1992年（平成4年）7月1日：新千歳空港開港・新千歳空港駅開業に伴い、旭川駅 - 札幌駅 - 千歳空港駅・苫小牧駅・室蘭駅間を直通で結んでいた旧「ライラック」を廃止し運転系統を再編。
  - 新千歳空港駅・札幌駅 - 旭川駅間の新「ライラック」と、室蘭駅 - 札幌駅間の「すずらん」（7往復）に分離。
  - 新「ライラック」については、新千歳空港駅 - 札幌駅間は快速「エアポート」として運行。
    - このころ、781系の出入口ドアの増設工事のため車両不足になり、「すずらん」が785系2両編成2本連結やキハ183系3両編成による代走が翌年6月頃まで見られた[11]。

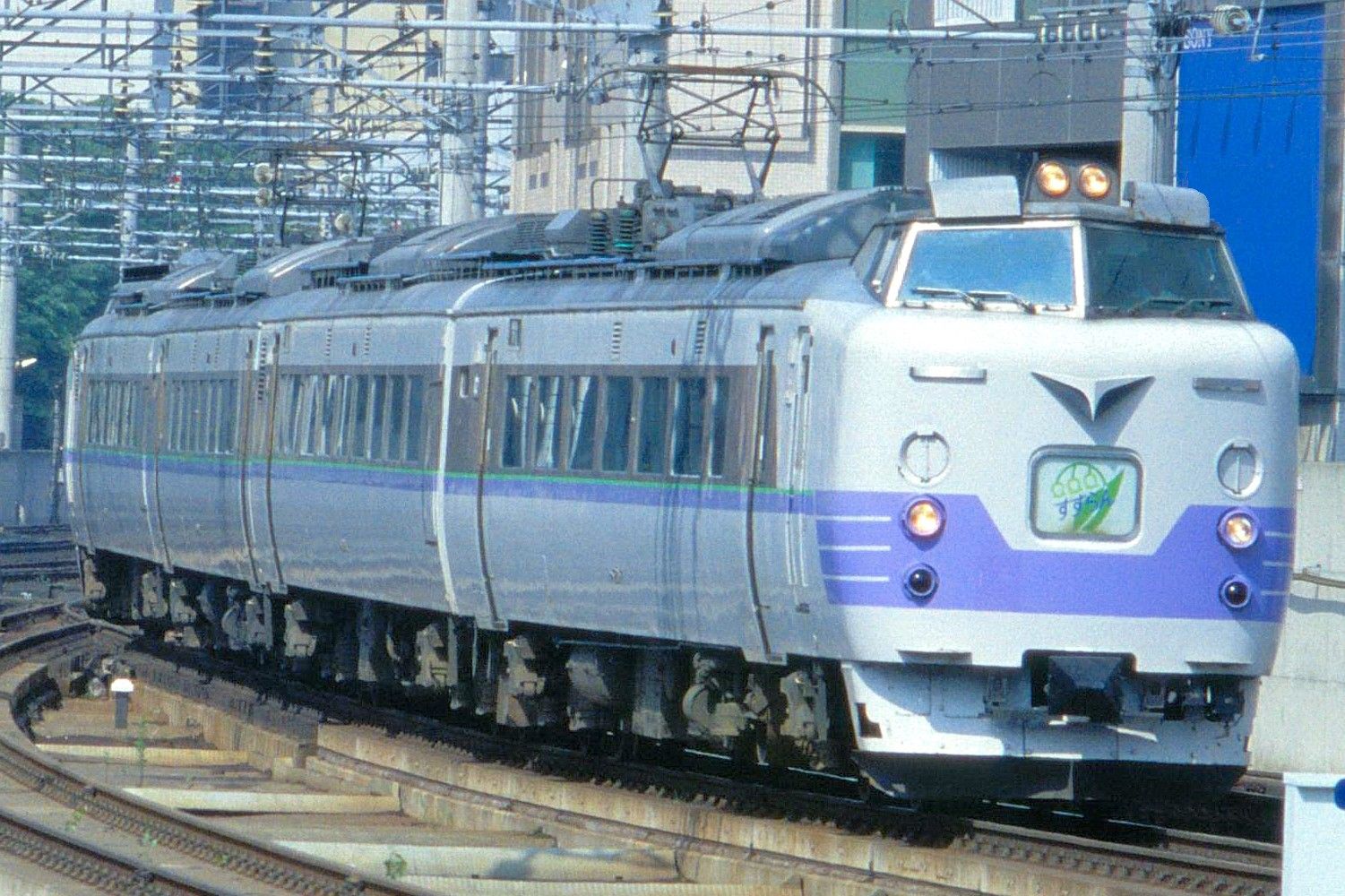
781系電車によるエル特急「すずらん」（2001年6月 札幌駅）
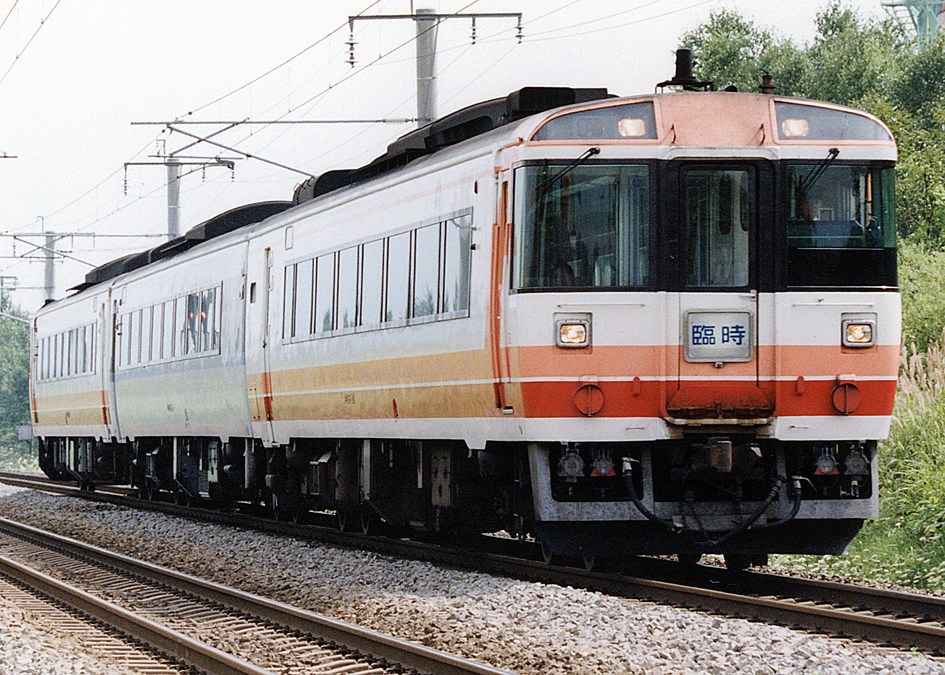
キハ183系気動車で代走される「すずらん」（1992年 長都駅付近）

- 1994年（平成6年）3月1日：「スーパー北斗」運転開始により「北斗」系統を8往復から11往復に増発。これに伴い「すずらん」のダイヤが見直され、利用の少ない2往復（7・13号、4・14号）の運行を取りやめ、5往復に削減[12]。

#### 2000年代の動き
- 2000年（平成12年）
  - 3月11日：「すずらん」の全列車が鷲別駅に停車。
  - 3月30日：有珠山の噴火活動に伴い、6月まで、室蘭本線の東室蘭駅 - 長万部駅間が不通となったため、「北斗」・「スーパー北斗」・「北斗星」・「カシオペア」・「トワイライトエクスプレス」・「はまなす」の全列車が運休。「北斗」の運行ダイヤを活用して東室蘭駅 - 札幌駅間で7往復の臨時特急「すずらん」がキハ183系・キハ281系で運行される。 その後、「北斗」および貨物列車・寝台列車は函館本線（ニセコ駅・小樽駅）経由で運転されるが、線路容量の関係から、「カシオペア」と「トワイライトエクスプレス」は同一時間を隔日交互運転される。
- 2004年（平成16年）3月13日：「すずらん」全車禁煙化[13][14]。
- 2007年（平成19年）10月1日：「すずらん」の全列車を785系電車に置き換え、札幌駅 - 南千歳駅間の最高速度を130 km/hに引き上げ[15][16][注 3]。これにより札幌駅 - 南室蘭駅間にて平均5分の所要時間短縮が図られた。また、「すずらん」全列車が沼ノ端駅に停車[16]。
- 2008年（平成21年）3月23日：室蘭市に所在する入江運動公園陸上競技場で開催されるJリーグの試合への便のため、室蘭駅 - 札幌駅間に臨時特急「コンサドーレ号」がキハ183系6両（基本番台車）で1往復運転された[18][19]。当列車を使用した応援ツアーも組まれた。
- 2009年（平成21年）9月20日：昨年同様、室蘭駅 - 札幌駅間に臨時特急「コンサドーレ札幌号」がキハ183系6両（基本番台車）で運転された[20]。

#### 2010年代の動き
- 2010年（平成22年）12月4日：10号の運転時刻を繰り上げる。同時に土休日やイベント開催時に運行される臨時列車1本（82号・改正前のすずらん10号の時間帯）が増発される[21]。「スーパーカムイ」などに使われていた789系1000番台が臨時列車として運用される。
- 2011年（平成23年）6月12日：室蘭駅 - 札幌駅間に臨時特急「コンサドーレ号」がキハ183系5200番台「ノースレインボーエクスプレス」で1往復運転された[22]。「すずらん」同様、東室蘭 - 室蘭間は普通列車として運転されるため、乗車券のみでリゾート気動車に乗車することが出来た。
- 2012年（平成24年）10月27日：「すずらん」1号の運転時刻を繰り下げる[23]。
- 2013年（平成25年）11月1日：ダイヤ改正により以下のように変更[1][24]。
  - 札幌駅 - 南千歳駅間の最高速度を120 km/hへ引き下げ[1]。
  - これにより、南千歳駅で「すずらん」3号から「スーパーおおぞら」3号の接続ができなくなる。
  - 臨時列車として運用されていた789系1000番台が785系と共通運用となる。
- 2014年（平成26年）
  - 3月15日：「北斗」・「スーパー北斗」の運転時間見直しに伴い、一部列車の時刻を変更[25]。
  - 8月30日：ダイヤ改正。「すずらん」5・9号、2号の時刻を変更[26]。
- 2016年（平成28年）
  - 3月26日 : ダイヤ改正で以下のように変更[27]。
    - 室蘭発5時台に「すずらん」1号（札幌着は7時過ぎ）を増発。これにより、東室蘭・登別・白老から新千歳空港始発の航空便が利用可能となる。
    - 「はまなす」の廃止に伴い、最終の「すずらん」12号の札幌発を22時ちょうどに繰り下げ。
    - 「北斗」4号の札幌駅発車時刻繰り上げに伴い、札幌駅7:30発の「すずらん」2号を増発。
    - 「すずらん」2号と5号が札幌駅 - 東室蘭駅の運行となり、東室蘭駅 - 室蘭駅は普通列車に乗り換えとなる。
- 2017年（平成29年）3月4日：「エル特急」の呼称を廃止し「特急」とする[28]。車内自動販売機サービスを廃止。
- 2018年（平成30年）9月10日 - 9月19日：胆振東部地震による北海道内の電力供給量の不足に伴い、上り3本・下り3本を運休[29]。

#### 2020年代の動き
- 2020年（令和2年）
  - 3月14日：3号車が指定席となり、指定席車両が2両となる[3]。
  - 3月23日 - 4月23日：新型コロナウイルス感染症（COVID-19）の影響で、上下各3本（4・6・7・8・9・11号）を運休[30][31]。
  - 4月6日：上下各1本（8・11号）が運転再開[注 4][33]。
  - 4月15日：JR北海道が、新型コロナウイルス感染症（COVID-19）の影響による上下各2本（4・6・7・9号）の運休を、同年5月31日まで継続することを発表[34]。
  - 5月20日：JR北海道が、新型コロナウイルス感染症（COVID-19）の影響による上記の運休の措置を、当面の間継続することを発表[35]。
  - 6月10日：JR北海道が、同年5月25日の国の「緊急事態宣言」解除以降、ビジネス利用を中心に利用が回復傾向であること、「3密状態」を回避することを理由に、同年7月1日より、運休していた全列車を運転再開することを発表[36]。
- 2021年（令和3年）3月13日：ダイヤ改正により、「北斗」24号の運転を取りやめることから、「すずらん」10号の札幌駅発車時刻を28分繰り下げ[37][38]。
- 2024年（令和6年）3月16日：ダイヤ改正により、以下の通り変更[2][39][40]。
  - 全車指定席化。
  - 普通列車として運行していた東室蘭駅 - 室蘭駅間を、各駅停車のまま特急列車扱いに変更。同区間の各駅相互間については、特急料金不要の特例（普通車指定席の空席を利用可）を新設[2][39]。

### 列車愛称の由来
五十音順による
- 「エルム」：ニレ科の植物の総称。
- 「えりも」：襟裳岬から。
- 「すずらん」：北海道に多く見られる花のスズランから。
- 「たるまえ」：通過地付近にある樽前山から
- 「ちとせ」：通過地である千歳市・千歳線にちなむ。
- 「洞爺」・「とうや」：洞爺湖から。
- 「日高」（ひだか）：日高支庁・日高本線から。

## 商標
「すずらん」は、北海道旅客鉄道が商標として登録している。
| 登録項目等 | 内容等                   |
| ---------- | ------------------------ |
| 商標       | すずらん                 |
| 称呼       | スズラン                 |
| 出願番号   | 商願平04-270861          |
| 出願日     | 1992年(平成4年)9月29日   |
| 登録番号   | 第3021046号              |
| 登録日     | 1995年(平成7年)1月31日   |
| 権利者     | 北海道旅客鉄道株式会社   |
| 役務等区分 | 39類（旅客車による輸送） |